# Colobothea macularis
Colobothea macularis là một loài bọ cánh cứng trong họ Cerambycidae.